# A61 road
Die A61 road (englisch für Straße A61) ist eine als großenteils als Primary route ausgewiesene Fernverkehrsstraße in England, die in Nord-Süd-Richtung von der A19 road bei Thirsk zum M1 motorway und weiter über Sheffield nach Alfreton führt. Ein weiteres kurzes Teilstück umgeht Derby im Osten.

## Verlauf

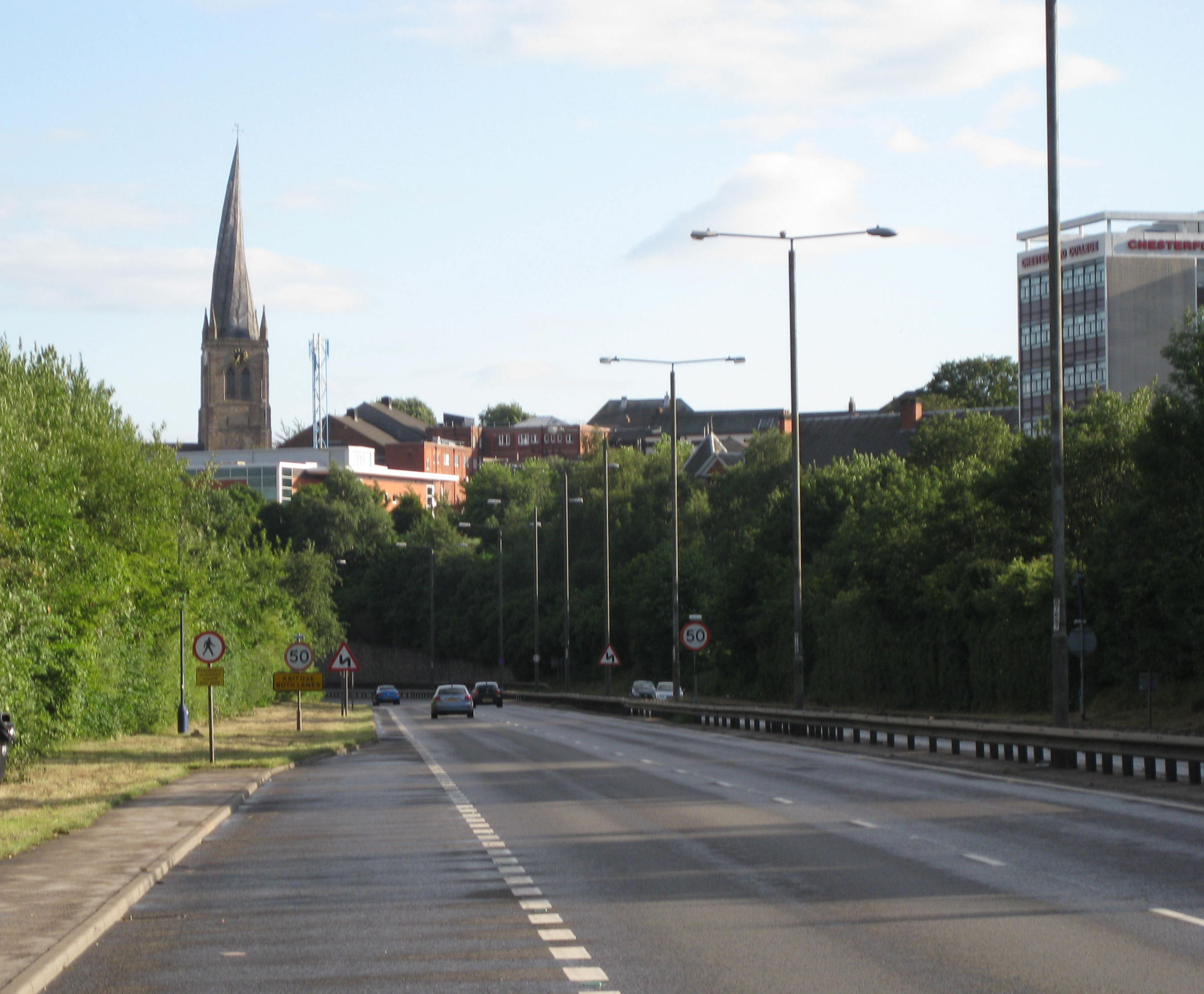
Die A61 bei Chesterfield (Aufnahme 2010)

Die Straße beginnt in Thirsk in der Verlängerung der von Scarborough kommenden A170 nahe der Umgehungsstraße der A19 road. Sie führt als zweistreifige Primary road nach Ripon und kreuzt unterwegs den A1(M) motorway bei dessen Anschluss junction 50. Von dort verläuft sie weiter nach Süden über Harrogate, wo die A59 road gekreuzt wird, und Harewood nach Leeds, und , nunmehr nicht mehr als Primary route, parallel zum M1 motorway über Wakefield und Barnsley nach Hoyland, wo sie auf den M1 trifft. In ihrem weiteren Verlauf ist sie wieder eine Primary route und führt durch Sheffield nach Chesterfield. In Alfreton trifft sie auf die vierstreifige und weitgehend niveaukreuzungsfrei ausgebaute A38 road, die die Fortsetzung nach Derby bildet (der ursprüngliche Verlauf ist eine B road). Von der A38 trennt sich die A61 nördlich von Derby wieder und führt östlich des Zentrums vorbei zur A52 road.